# Camptoplites rectilinearis
Camptoplites rectilinearis is een mosdiertjessoort uit de familie van de Bugulidae. De wetenschappelijke naam van de soort is voor het eerst geldig gepubliceerd in 1943 door Hastings.